# They Talk Sh*t about Me
They Talk Sh*t about Me – czwarty singel Matta Pokory z gościnnym udziałem Verse z albumu MP3 (z 2008 roku). Twórcami piosenki są Matthieu Totta, Natalia Cappuccini i Pete Martin a producentami Pete Martin i Jordan Houyez.

## Listy utworów
CD single
1. „They Talk Sh#T About Me”
2. „Forbidden Drive”

Digital download
1. „They Talk Sh#T About Me”

## Listy przebojów
| Listy (2008 r.)           | Pozycja |
| ------------------------- | ------- |
| Bulgarian National Top 40 | 53      |
| French Singles Chart      | 24      |